# Wilhelm Kubitschek
Joseph Wilhelm Kubitschek (* 28. Juni 1858 in Preßburg; † 2. Oktober 1936 in Wien) war ein österreichischer Althistoriker, Klassischer Archäologe und Numismatiker.

## Leben
Kubitschek legte 1875 am Akademischen Gymnasium in Wien die Matura ab und studierte anschließend am neu gegründeten Seminar für Archäologie und Epigraphik der Universität Wien die Fächer Klassische Archäologie, Alte Geschichte, Klassische Philologie und Epigraphik. Zu seinen akademischen Lehrern gehörten Otto Benndorf und Otto Hirschfeld. Er absolvierte 1879 die Lehramtsprüfung und wurde 1881 promoviert. Anschließend hielt er sich zunächst für ein Semester an der Berliner Friedrich-Wilhelms-Universität bei Theodor Mommsen auf und arbeitete dann bis 1896 als Gymnasiallehrer in Oberhollabrunn und Wien. Während dieser Jahre reiste er als Stipendiat 1883/84 nach Italien und 1893 nach Kleinasien.
Nach seiner Habilitation 1887 (im Fach Alte Geschichte) vergingen neun Jahre, bis er 1896 auf den Lehrstuhl für Alte Geschichte an der Universität Graz berufen wurde. Ein Jahr später wechselte er nach Wien als Kustos des kaiserlichen Münzkabinetts im Kunsthistorischen Museum und nahm neben dieser Tätigkeit einen Lehrauftrag für römische Altertumskunde, Epigraphik und Numismatik an der Wiener Universität wahr. 1903 wurde Kubitschek Leiter der Zentralkommission für Erforschung und Erhaltung der Kunst- und historischen Denkmale ernannt und übernahm die Redaktion von deren Jahrbuch und Mitteilungsblättern. Schon im nächsten Jahr erfolgte die Ernennung zum Generalkonservator der antiken Denkmäler Österreichs. Sein Lehrauftrag wurde 1905 in eine außerordentliche Professur umgewandelt. Von 1910 bis 1916 war er Direktor der kaiserlichen Münzen- und Medaillensammlung. Nachdem Eugen Bormann 1916 emeritiert wurde, erhielt Kubitschek als dessen Nachfolger den Lehrstuhl für Alte Geschichte. Er wurde 1929 emeritiert.

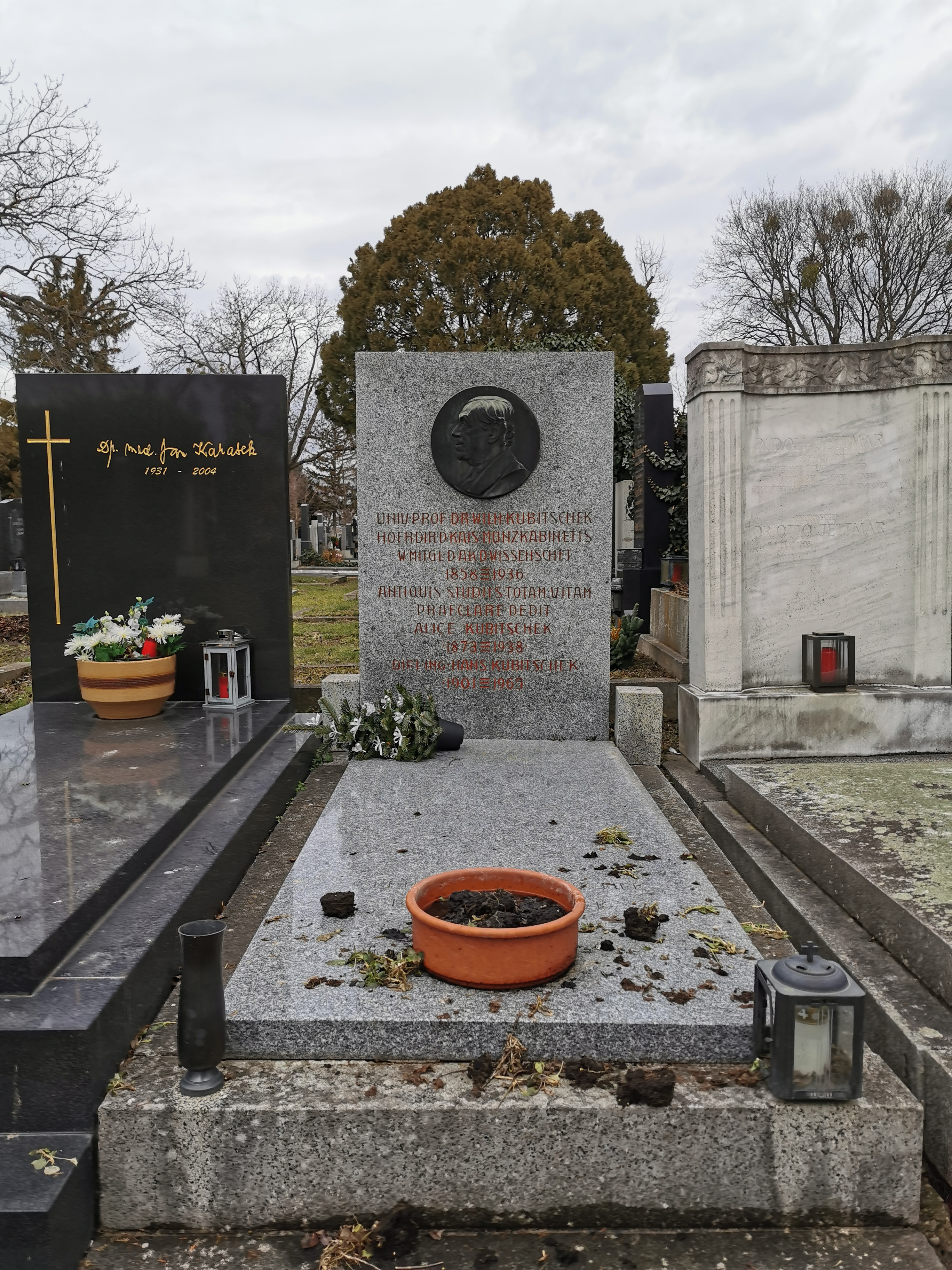
Grabstätte

Kubitschek ist auf dem Wiener Zentralfriedhof bestattet.

## Leistungen
Kubitschek beschäftigte sich seit seiner Dissertation mit den römischen Tribus und verfasste das für diesen Forschungsbereich grundlegende Werk Imperium Romanum tributim discriptum (Prag 1889). Auf seinen Reisen sammelte und edierte er zahlreiche Inschriften. Außerdem beschäftigte er sich mit den Stätten des östlichen Mittelmeerraumes und der antiken Chronologie: So verfasste er den Grundriss der antiken Chronologie im Handbuch der Altertumswissenschaft. Kubitschek war außerdem ein herausragender Kenner der Numismatik und leistete wichtige Beiträge zur Erforschung des römischen Wien.
Kubitschek war seit 1904 korrespondierendes und seit 1918 ordentliches Mitglied der Akademie der Wissenschaften in Wien. Er erhielt 1934 die Archer M. Huntington Medal der American Numismatic Society.

## Werke (Auswahl)
- Zur Geschichte von Städten des römischen Kaiserreiches. 1 epigraphisch-numismatische Studien, Wien 1916 (Digitalisat).
- Archäologische Studien des Joh. Chr. v. Scheyb. In: Monatsblatt des Vereines für Landeskunde von Niederösterreich. Bd. 17 (1918), Heft 7–9, Juli–September 1918, S. 109–119 (Digitalisat).